# Municipio de Three Lakes
El municipio de Three Lakes (en inglés: Three Lakes Township) es un municipio ubicado en el condado de Redwood en el estado estadounidense de Minnesota. En el año 2010 tenía una población de 194 habitantes y una densidad poblacional de 2,11 personas por km².

## Geografía
El municipio de Three Lakes se encuentra ubicado en las coordenadas 44°25′13″N 95°2′33″O / 44.42028, -95.04250. Según la Oficina del Censo de los Estados Unidos, el municipio tiene una superficie total de 91.99 km², de la cual 91,97 km² corresponden a tierra firme y (0,02 %) 0,02 km² es agua.

## Demografía
Según el censo de 2010, había 194 personas residiendo en el municipio de Three Lakes. La densidad de población era de 2,11 hab./km². De los 194 habitantes, el municipio de Three Lakes estaba compuesto por el 100 % blancos. Del total de la población el 0 % eran hispanos o latinos de cualquier raza.